# BayX30
Der BayX30 war ein regionaler Aktienindex mit ausschließlich Unternehmen aus dem Freistaat Bayern.
Er wurde im Jahr 2001 aufgelegt von der bayrischen Landesbank und enthielt 30 Titel.
Unter der WKN 599 825 war dieser auffindbar. Handelbar war er jedoch nur über ein Indexzertifikat (WKN  556 453), welches über die Sparkassenpartner der Landesbank vertrieben werden sollte.
Nach einigen Jahren wurde wie viele regionale Indizes auch der BayX30-Index wieder eingestellt und somit waren die Zertifikate auch nicht mehr handelbar.